# فتح فيلادلفيا
فتح فيلادلفيا عام 1390م هو فتح العثمانيين لمدينة فيلادلفيا (باليونانية: Φιλαδέλφεια)‏ أي «مدينة الأخوّة والمحبّة»، واسمها الآن "ألاشهير" (بالتركية: Alaşehir)‏ بتركيا، وكانت آخر مستعمرة يونانية مسيحية بيزنطية مستقلة في غرب آسيا الصغرى حتى فتحها العثمانيون، وكان مع الجيش العثماني كتيبة من الإمبراطورية البيزنطية تابعة للعثمانيين. 
كانت المدينة تدفع الجزية للعثمانيين، على الرغم من أنها لم تكن رسميا تحت الحكم الإسلامي، وإنما تتبع الإمبراطورية البيزنطية. في عام 1378م / 779 هـ وعد الإمبراطور مانويل الثاني تسليم مدينة فيلادلفيا للأتراك في مقابل الحصول على مساعدات السلطان العثماني في الحرب الأهلية البيزنطية كارثية. ومع ذلك أظهرت فيلادلفيا رفضها الاستسلام حتى 1390م / 792 هـ فقرر السلطان بايزيد استدعاء اثنين من قادة الحرب الأهلية هما الإمبراطور يوحنا السابع باليولوج و الإمبراطورمانويل الثاني وأمرهما بمرافقة قواته لمحاصرة المدينة حتى تم الفتح العثماني لها.

## تاريخ
بعد فتح العثمانيين لنيقوميديا عام 1337م، كانت مدينة فيلادلفيا آخر مدينة في آسيا الصغرى ظلت تحت سيطرة الإمبراطورية البيزنطية لعدة عقود. كانت المدينة قد أفلتت من مصير المدن اليونانية الأخرى بفضل موقعها البعيد في أعلى تلال ليديا، وتحصيناتها القوية ودفعها الجزية للعديد من الحكام المسلمين. وكانت المدينة بعيدة عن البحر وفي وسط منطقة شاسعة معادية من العثمانيين، مما جعلها مستقلة عمليًا. وعندما فتحها العثمانيون، كانت تحت تأثير دولة فرسان رودس الإسپتارية.
في الحرب الأهلية البيزنطية التي دارت رحاها بين عامي 1376م و1379م، ساعد العثمانيون الإمبراطور البيزنطي يوحنا الخامس باليولوج في استعادة عرشه وأصبحت بيزنطة دولة تابعة للحكم العثمانيين، وأُرسل مانويل ابن الإمبراطور يوحنا الخامس (الذي أصبح فيما بعد الإمبراطور مانويل الثاني باليولوج) كرهينة فخرية إلى بلاط السلطان العثماني بايزيد الأول في العاصمة العثمانية بورصة. وخلال تلك الفترة، أُجبر مانويل على أن يشهد بل ويشارك في تدمير العديد من المدن اليونانية على يد العثمانيين.
وكان مانويل الثاني في عام 1378م أثناء أثناء الحرب الأهلية البيزنطية قد وعد بتسليم مدينة فيلادلفيا للعثمانيين في مقابل مساعدة السلطان العثماني له في تلك الحرب الكارثية. ومع ذلك، يبدو أن مانويل تراجع عن وعده ويبدو أن أهل فيلادلفيا تجاهلوا هذا الترتيب ورفضوا الاستسلام.

## المعركة
في عام 1390م استدعى السلطان بايزيد الأول إمبراطوري بيزنطة، يوحنا السابع ومانويل الثاني، وأمرهما بمرافقة القوة العثمانية لمحاصرة فيلادلفيا. وخضع الإمبراطوران للإهانة، واستسلمت فيلادلفيا عندما رأت الراية الإمبراطورية مرفوعة بين ذيول خيول الباشوات العثمانيين فوق معسكر قوات الحصار العثمانية.